# Никола Нинковић
Никола Нинковић (Богатић, 19. децембар 1994) српски је фудбалер који игра на средини терена.

## Клупска каријера

### Партизан
Нинковић је родом из Клења а прве фудбалске кораке је направио у Мачви из Богатића, одакле је прешао у млађе категорије Партизана. Дана 11. јула 2011, заједно са Лазаром Марковићем потписује свој први професионални уговор са ФК Партизаном. Деби у дресу Партизана је имао 19. јула 2011, у другом колу квалификација за Лигу шампиона на гостовању Шкендији, када је заменио Звонимира Вукића у 77. минуту. Након што је пропустио већи део сезоне 2011/12. због мононуклеозе, Нинковић је свој деби у Суперлиги Србије дочекао 31. марта 2012, против Рада на Бањици. Забележио је до краја сезоне још три утакмице у шампионату 2011/12, у којем су црно-бели освојили титулу.
Свој први гол у дресу Партизана је постигао 11. августа 2012, у првенственој победи од 7:0 над БСК-ом из Борче. Дана 31. октобра 2012, Нинковић је са 17 година, 10 месеци и 12  дана постао најмлађи капитен у историји клуба, а траку је добио у 64. минуту куп утакмице са чачанским Борцем, када је терен напустио Марко Шћеповић. Најмлађи капитен је био до марта 2014. када је његов рекорд оборио Андрија Живковић.
Нинковић је у дресу Партизана одиграо укупно 121 утакмицу и постигао 17 голова. Учествовао је у освајању три титуле (2012, 2013, 2015).

### Италија
У завршници зимског прелазног рока, 1. фебруара 2016, Нинковић је потписао уговор са Ђеновом, која га је одмах послала на шестомесечну позајмицу у Кјево. У екипи Кјева је забележио само један наступ, 20. априла 2016, на утакмици 34. кола Серије А против Фрозинонеа. Од сезоне 2016/17. почео је да игра за екипу Ђенове. За Ђенову је дебитовао 2. октобра 2016, у 7. колу Серије А, на гостовању Болоњи, а први гол је постигао у 10. колу, 25. октобра, на утакмици против Милана. Други гол је постигао у 17. колу, 18. децембра, када је Ђенова савладала Палермо са 4:3. Нинковић је као играч Ђенове у сезони 2016/17. наступио на 17 утакмица у Серији А, док је у Купу Италије забележио два наступа уз један постигнут гол, и то у продужецима утакмице са Перуђом.
Није био у плановима Ђенове за сезону 2017/18, па је 31. августа 2017. отишао на једногодишњу позајмицу у друголигаша Емполи. Са Емполијем је у сезони 2017/18. освојио прво место у Серији Б и помогао му да се врати у елитно друштво, постигавши четири гола на 20 наступа. Након истека позајмице у Емполију, Нинковић се није вратио у Ђенову већ је у августу 2018. потписао трогодишњи уговор са друголигашем Асколијем. У дресу Асколија је у сезони 2018/19. забележио 31 наступ (28 пута као стартер) у Серији Б, а постигао је шест голова уз седам асистенција. На утакмици против Венеције, 2. новембра 2019, Нинковић се наљутио на саиграча Да Круза који му није дозволио да изведе пенал и самоиницијативно је напустио терен у 71. минуту после чега га је тренер Паоло Занети послао одмах у свлачионицу. Због овог потеза, Асколи је казнио Нинковића са забраном играња на наредној утакмици против Кротонеа.
Дана 1. фебруара 2021. је потписао двоипогодишњи уговор са Брешом. Већ у мају исте године је раскинуо уговор са Брешом, а да није забележио ниједан наступ.

### Каснија каријера
Нинковић се у септембру 2021. вратио у српски фудбал и потписао уговор са Пролетером из Новог Сада. У такмичарској 2021/22, у којој је Пролетер испао из Суперлиге Србије, Нинковић је наступио на 18 првенствених утакмица на којима је постигао два гола.
У сезони 2022/23. наступао је за Борац из Бања Луке.

## Репрезентација
Са репрезентацијом Србије до 17 година, Нинковић је играо на Европском првенству 2011. у Србији. Са репрезентацијом до 19 година је играо на Европском првенству 2012. у Естонији. На другој утакмици овог првенства, против Енглеске, Нинковић је постигао гол директно из корнера.
За младу репрезентацију Србије, Нинковић је дебитовао као 17-годишњак, 7. септембра 2012, када је ушао у игру у другом полувремену квалификационе утакмице са Данском, и недуго затим постигао изједначујући гол за коначних 1:1. Наступио је и 16. октобра 2012. на бараж утакмици са Енглеском у Крушевцу, коју је Србија изгубила са 0:1 па је тако остала без пласмана на Европско првенство 2013. у Израелу. Тај меч је обележила туча играча, у којој је учествовао и Нинковић. Након те утакмице, Фудбалски савез Србије је суспендовао Нинковића и Огњена Мудринског са по годину дана забране играња у свим националним селекцијама.
Након четири године паузе, Нинковић се 31. октобра 2016. поново нашао на списку младе репрезентације, овога пута код селектора Томислава Сивића за бараж утакмице против Норвешке. Србија је успела да елиминише Норвежане у баражу, и избори пласман на Европско првенство 2017. у Пољској. Нинковић је наступио на првој утакмици баража у Београду, док је реванш меч у Норвешкој преседео на клупи. Ипак Нинковић није заиграо на Европском првенству, јер се одлуком новог селектора Ненада Лалатовића није нашао на коначном списку играча који путују на ово такмичење.

## Трофеји

### Партизан
- Суперлига Србије (3) : 2011/12, 2012/13, 2014/15.